# Xaréu-real-indiano
O xaréu-real-indiano (Alectis indica), também conhecido como xaréu-diamante, xaréu-espelho, peixe-espelho, peixe-galo-da-Índia, galo-indiano ou peixe-barbatana-de-fita-da-Índia, é um peixe da família Carangidae, do gênero Alectis. É um peixe que pode chegar à medir 100 cm de comprimento. Os jovens se parecem muito com os peixes-galo.

## Taxonomia
O xaréu-real-indiano é um dos três membros do gênero Alectis, da família Carangidae.
A espécie foi descoberta pelo naturalista alemão Eduard Rüppell, em 1830, tendo a sua localidade tipo no Mar Vermelho, onde foi avistado pela primeira vez. Ao decorrer dos séculos, esta espécime ganhou vários sinônimos, como Hynnis insanus, Caranx gallus e Hynnis momsa.
O nome comum desta espécie ''xaréu-real-indiano ou peixe-barbatana-de-fita-da-Índia'' vem de habitar águas do Oceano Índico, e de suas barbatanas filamentosas, que são bem alongadas quando são jovens.

## Distribuição
São nativos do Oceano Índico e do Oceano Pacífico Ocidental, dês de Madagáscar e Mar Vermelho à costa da Índia, China, sul do Japão à Melanésia e Australásia, até a Polinésia Francesa.

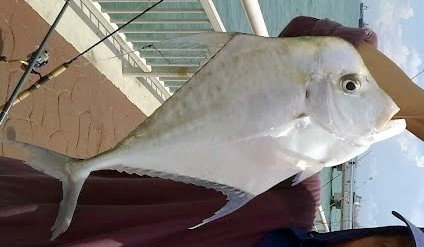
Exemplar jovem-adulto pescado em Broome, Austrália.

## Habitat
Habitam recifes e lagunas de água rasa, adultos preferem viver em meia água ou em mar aberto. Jovens podem ser encontrados em manguezais e prados marinhos costeiros. Há relatos de serem encontrados em estuários de água salobra e salgada.

## Biologia
São predadores, caçam peixes, lulas e crustáceos. No estado larval, vivem associados à águas-vivas até ficarem jovens, os jovens então buscam abrigo em manguezais e prados marinhos, onde aprendem a caçar até se tornarem adultos para habitarem águas abertas.

## Usos humanos

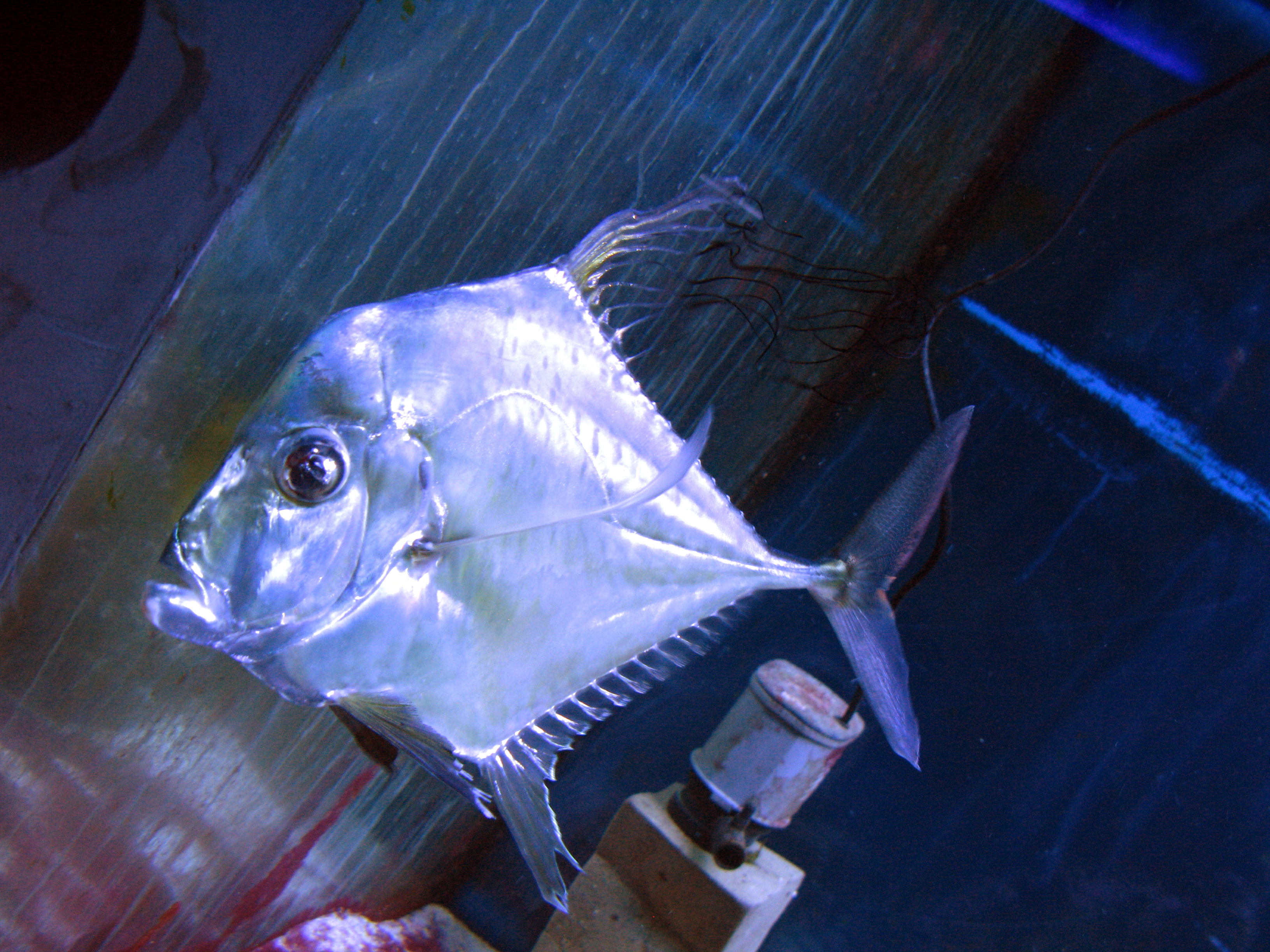
Exemplar jovem em aquário.

É um peixe comercial bastante consumido, os adultos são pescados pela pesca comercial e artesanal. Os jovens são capturados para comércio ornamental de aquários, mas requerem aquários bastante grandes e vizinhos pacíficos, não é recomendado ser mantido com donzelas e peixes-palhaço, pois é um peixe predador e tentara comer peixes pequenos do mesmo aquário.